# کمپین روبان سفید

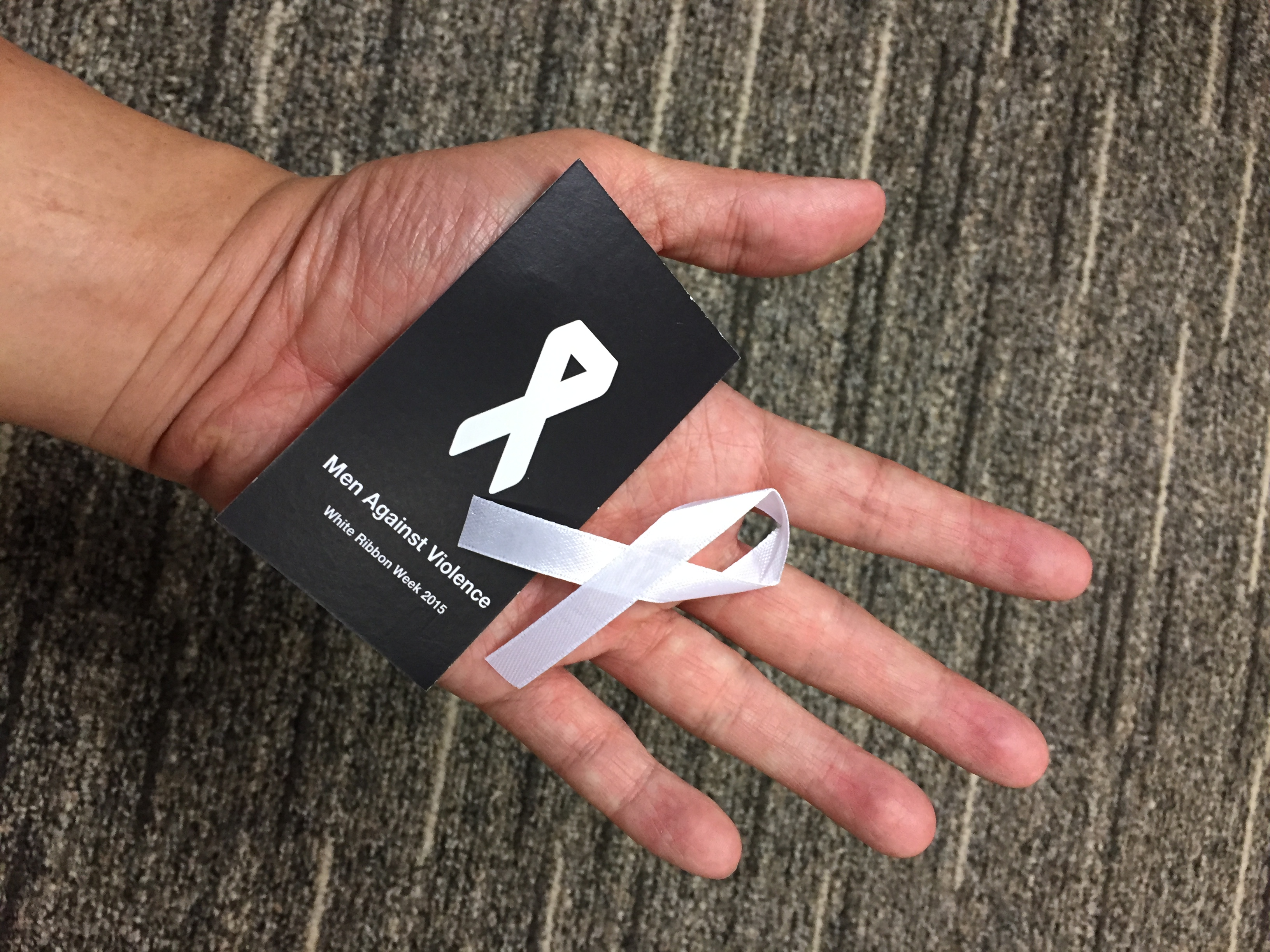
کمپین روبان سفید

کمپین روبان سفید (به انگلیسی: White Ribbon Campaign (WRC)) کمپینی است که مردان برای پایان بخشیدن به خشونت علیه زنان بر پا کرده‌اند. این حرکت حاصل تلاشی خودجوش است که عمدتاً توسط مردان داوطلب انجام می‌شود. این کارزار از کانادا آغاز شد و تا کنون در بیش از پنجاه کشور پاگرفته است.
بعد از کشتار پلی‌تکنیک مونترآل در کانادا در ۶ دسامبر ۱۹۸۹ که در آن ۱۴ زن به قتل رسیدند، در سال ۱۹۹۱، چند تن از مردان کانادایی تصمیم گرفتند مردان را وادارند دربارهٔ خشونت علیه زنان حرف بزنند. استفاده از روبان سفید نماد مردان مخالف خشونت علیه زنان شده‌است.
زدن روبان سفید به لباس خود به معنای تعهد شخصی به عدم اعمال خشونت علیه زنان، محکوم‌کردن آن و عدم‌سکوت در برابر آن است. زدن روبان سفید راهیست برای بیان این که «در آینده خشونتی علیه زنان وجود نخواهد داشت.» 
این کمپین در کانادا از ۲۵ نوامبر (روز جهانی رفع خشونت علیه زنان) تا ۶ دسامبر، (روز ملی یادبود و عمل علیه خشونت علیه زنان در کانادا)، کارزار خود را برگزار می‌کند. سایر کشورها از ۲۵ نوامبر تا ۱۰ دسامبر کارزارهایی برگزار می‌کنند؛ اما این کارزارها می‌توانند در هر زمانی در سال نیز برگزار شوند.
علاوه بر برنامه‌ریزی روزهای خاص کمپین روبان سفید، فعالان آن در طول سال برنامه‌های مختلفی را نیز در مدارس، انجمن‌ها و محل‌های کار برگزار می‌کنند نظیر جمع آوری پول برای گروه‌های فعال حقوق زنان، برگزاری مراسمی برای پررنگ‌ترکردن نقش مثبت مردان (مثلاً پدر بودن)، مشاوره با مردان جوان و تشویق آنان به برقراری روابط سالم، ایجاد تشکیلات محلی کمپین و حمایت‌های مالی از آن.

## اهداف
هدف اصلی کمپین پایان بخشیدن به خشونت علیه زنان در تمام اشکال آن است و به پنج راه آن را متحقق می‌کند:
- به چالش طلبیدن همه برای تفکر و صحبت دربارهٔ اعتقادات، زبان و کردارمان؛
- آموزش جوانان، به خصوص مردان و پسران دربارهٔ این موضوع از طریق مطالب آموزشی که تهیه می‌کنیم؛
- افزایش آگاهی اجتماعی دربارهٔ این موضوع؛
- همکاری با سازمان‌های زنان، بخش‌های همکار، رسانه‌ها و سایر همکاران برای خلق آینده‌ای عاری از خشونت علیه زنان؛
- حمایت از کارزارهای روبان سفید در همه جا.

## دیدگاه‌ها
رایج‌ترین مشکل، خشونت فیزیکی علیه شریک زندگی و دوست دختر است (از کتک زدن تا قتل) و خشونت جنسی (معمولاً توسط دوست پسر، شوهر، بزرگسال معتمد، یا اعضای خانواده). همچنین سوء‌رفتارهای عاطفی است: آزار جنسی در محل کار یا در خیابان، ایجاد مزاحمت، جوک‌هایی که زنان را تحقیر می‌کنند و اعمال کنترل بر رفتار. در برخی کشورها، این خشونت به شکل ناقص‌سازی جنسی دختران و تجارت دختران و زنان جوان و اجبار به فحشا روی می‌دهد.
به نظر فعالان این کمپین، اگر چه پایان‌بخشیدن به خشونت مردان علیه زنان، هدف اصلی ماست، به سایر اشکال خشونت نیز توجه داریم. خشونت علیه کودکان از موارد عمیقاً مورد توجه ماست. ما به خشونت در میان پسران در زمین‌های بازی، در محوطه‌های ورزشی، در روابط و در جنگ نیز می‌پردازیم و اعمال خشونت زنان علیه زنان یا علیه مردان، از موارد مورد نظر ماست، اگر چه این امر به گستردگی و مهلکی خشونت مردان علیه زنان نیست.
برخی از کمپین‌های مشابه از روبان‌های سفید پارچه‌ای یا سنجاق‌سینه‌هایی به شکل نماد روبان سفید استفاده می‌کنند. برخی دیگر آرم کمپین را روی تی‌شرت‌ها یا کلاه‌های خود چاپ کرده‌اند. برخی از مچ‌بندهای پارچه‌ای یا پلاستیکی استفاده می‌کنند و برخی فقط روی پوسترها، جزوات و برنامه‌های تبلیغاتی تلویزیون از این آرم استفاده می‌کنند.